# (346) Hermentaria
(346) Hermentaria est un astéroïde de la ceinture principale découvert par Auguste Charlois le 25 novembre 1892.